# استان رکوای
استان رکوای (به اسپانیایی: Provincia de Recuay) یک استان در پرو است که در منطقه انکاش واقع شده‌است.